# 和歌
和歌（わか）とは、短歌型式の古典詩。古典短歌。広義には『万葉集』に所収される歌体の総称。
「和歌」の訓は「やまとうた」である。「和」の代わりに「倭」の字が、「歌」の代わりに「謌」「哥」の字が宛てられることもある。なお、歌謡と混同されるおそれがない文脈においては「歌」「うた」と表記され、呼ばれることもある。
長連歌、俳諧、俳句、狂歌、川柳風狂句は定型の古典詩であるが、一般には和歌には含めない。長歌と短歌を合わせて和歌という分類方法もある。原則的に日本語で作成したものを指し、英語俳句のような外国の短歌は和歌には含めない。明治の和歌革新家とその後継者の短歌作品、すなわち近現代短歌は「短歌」と称し「和歌」とは称さないことがある。近現代短歌はこの項では取り上げない。

## 概要
「和歌」の語は漢詩に対比される日本語詩を意味する言葉として造られた。『万葉集』の題詞に同義の「倭歌」「倭詩」や日本語の挽歌を意味する「日本挽歌」の字句が見られる。なお、『万葉集』題詞に見られる「和歌」は応答歌、唱和歌を意味し、この項の「和歌」とは別義である。
和歌については、素盞嗚尊が以下の歌を詠んだのがはじまりであるという伝説がある。
やくもたつ　いづもやへがき　つまごみに　やへがきつくる　そのやへがきを
現在和歌といえばこの形式、すなわち五七五七七と句を連ね、三十一字でつづる短歌のことを指す。 古今和歌集仮名序にもこの歌について「すさのをのみことよりぞ、みそもじあまりひともじはよみける」と記されていることから、和歌のことを「みそひともじ」（三十一文字）ともいう。しかし和歌には、古くは短歌のほかにも長歌や旋頭歌という形式のものがあった。
| 名称       | 形式                    | 備考 |
| ---------- | ----------------------- | --- |
| 長歌       | 五七、五七、…、五七、七 | 五七を3回以上繰り返し、最後を七音にする。主に公の場でうたわれるもので、反歌を伴う。 『万葉集』に多く見られるが、『古今和歌集』では5首入集するのみである。 |
| 短歌       | 五七、五七、七          | 各時代を通して最も詠まれている形式。 |
| 旋頭歌     | 五七七、五七七          | 片歌の五七七を2回繰り返したもの。問答歌が多い。 |
| 仏足石歌体 | 五七、五七、七七        | 短歌の形式に、さらに七音を加えたもの。 |

『古今和歌集』の真名序（漢文の序）には和歌の種類について「長歌・短歌・旋頭混本の類、雑体一に非ず」とあるが「混本」というのがどのような形式のものであったかは不明である。また仏足石歌体の形式は奈良時代に行なわれたのみであり、その後は廃絶している。短歌からはのちに句を五七五と七七に分けて詠む連歌や俳諧が発生する。
和歌を詠むことは、古くは貴族をはじめとする教養層にとってはたしなみのひとつであり、男女が詠み交わして自らの心を伝える手だてとし、また歌合や歌会が多く開かれ、そのための和歌が詠まれ披露された。そして詠まれた和歌は個人の歌集（私家集）や平安時代以降の勅命による勅撰和歌集の材料として集められ収録されている。ほかには勅命によらずに編纂された私撰集がある。
和歌は「敷島」とも、また「敷島の道」とも呼ばれた。敷島とは大和国や日本のことを意味し、また枕詞のひとつでもあり「やまと」という言葉にあわせて使われている。即ち「敷島のやまとうた」「敷島のやまとうたの道」というつもりで用いられた言葉である。

## 歴史

### 上代
上代歌謡
和歌が現れる以前に、感情の高まりから発せられた叫び、掛け声が次第に成長して、祭や労働の際に集団で歌われるようになった歌謡があったといわれるが、多くは文字に記されることなく失われてしまったという。それら歌謡が現在見られる五音七音でもって構成される和歌となるまでには、その形式に様々な過程や変遷を経たと見られる。現在『古事記』『日本書紀』『風土記』『万葉集』『古語拾遺』『琴歌譜』『仏足跡歌碑』などに収録される韻文を上代歌謡と称しているが、その多くは五音や七音の句で構成されるなど、すでにかなり洗練された内容となっている。
記紀歌謡
『古事記』『日本書紀』に採られた上代歌謡を、特に記紀歌謡という。独立した歌謡ではなく、物語の効果を高めるために用いられていることが多いが、宮廷人が歌った儀式の歌謡や、創作もあるとされている。片歌、旋頭歌、短歌、長歌などの五音と七音を標準とする歌体に、対句、繰り返し、枕詞、序詞などの技法が用いられている。
上代歌謡は神楽歌や催馬楽などの楽器を伴う儀式歌の源流となるが、その歌体、技巧は後の和歌の母胎ともなっている。
万葉集
統一国家が確立してゆく中で、大陸から漢詩が入ってきた影響もあり、個人の気持ちを個々に表現する歌が盛んに作られるようになった。それらを大成したのが『万葉集』である。万葉集の注記によると、万葉集以前にも『古歌集』『柿本人麻呂歌集』『笠金村歌集』『高橋虫麻呂歌集』『田辺福麻呂歌集』『類聚歌林』などがあったとされるが現存しない。『万葉集』は長い期間を経て多くの人々によってまとめられたが、最終的には大伴家持が現在の二十巻の形に編集したのだといわれている。約4500首が収められており、その最も古いものは仁徳天皇の代のものであるが、大部分は飛鳥時代から奈良時代中期にかけての約100年弱のもので占められている。貴族の歌のほかに東歌、防人歌など民衆の歌もあり、現実的、写実的な歌風が多いとされる。

### 中古
国風文化
平安時代初期には漢詩文が公的な文学として和歌を圧倒した。和歌は私的に交わされる贈答歌が主となり、宮廷で詠まれることは奈良時代と比較すると少なくなった。しかし、遣唐使の派遣が承和年間に途絶した後は、中国人の海商が中国の文化や文物をもたらすようになり、貴族たちの間で中国の文化や文物に対するあこがれが高まった。その一方、貴族たちは、日本的なものを表現しようという気風が高まり、国風文化の時代となった。その過程で、仮名の発達とあいまって和歌は次第に公的な文化として復権するようになった。『新撰万葉集』には漢詩と和歌が並べて記され、和歌が公的な文学としての地位を回復してゆく姿が見られる。宮中や貴紳の邸宅で歌合が行われ、中でも寛平5年（893年）のころに行なわれた『寛平御時后宮歌合』は、のちに最初の勅撰和歌集『古今和歌集』の編纂において多くその歌が採られた。この頃から、和歌といえば短歌形式のものをさすようになった。
三代集
延喜5年（905年）、醍醐天皇の勅命によって、紀貫之、紀友則、凡河内躬恒、壬生忠岑の4人によって編纂されたのが『古今和歌集』であり『万葉集』に入集しない和歌約1100首を二十巻に収める。その歌風は理知的、観念的であるといわれている。それから半世紀のちの村上天皇の頃に和歌所が置かれ、当時すでに読みにくくなっていた『万葉集』の訓読と『後撰和歌集』の撰進が梨壺の五人によって行われた。貴族の贈答歌が中心で、物語化の傾向がある。さらに半世紀後の一条天皇の頃に『拾遺和歌集』が撰進された。典雅で格調正しい『古今和歌集』の伝統を受け継ぐものになっている。この『古今和歌集』『後撰和歌集』『拾遺和歌集』の三つをあわせて三代集と呼ぶ。
八代集
平安時代後期には摂関政治が衰退し始め、貴族文化に変化が訪れた。そのころ撰進されたのが『後拾遺和歌集』である。保守的な『後拾遺和歌集』に対し、次の『金葉和歌集』は清新な叙景歌が中心で革新的なものであったが、続く『詞花和歌集』は再び保守的なものになっている。
源平の争乱の後、後白河院の命で藤原俊成が『千載和歌集』を撰進した。貴族社会の崩壊、武士の台頭という混乱の中で芸術至上的な傾向を示し、平安時代末期の和歌を一つの高みに導いた。俊成の弟子が撰進したのが次に述べる『新古今和歌集』である。『古今和歌集』から『新古今和歌集』までの勅撰和歌集をあわせて八代集と呼ぶ。

### 中世
鎌倉時代に入ると、政権を奪われた貴族たちは伝統文化を心のより所にしたことにより和歌は盛んに詠まれ、歌会が多く開かれた。歌会では和歌に独特の節を付けて詠み上げたがこれを披講という。披講には綾小路流や冷泉流などの流派が存在し、現在でも宮中の歌会始や神社での行事などで見ることができる。和歌に非常な熱意を示した後鳥羽院の命で撰進されたのが『新古今和歌集』である。その採られた和歌は歌合や歌会などにおいて、前もって題を設けて詠まれたものが多い。『千載和歌集』でみられた芸術至上主義がさらに進み、技巧は極致に達した。その一方で歌聖とされた柿本人麻呂や自然への愛や人生観を詠んだ西行が尊ばれた。
『新古今和歌集』編纂の中心人物だった藤原定家の死後は、その子の為家が歌壇の指導者だったが、為家が亡くなると、家系も歌壇も二条派、京極派、冷泉派の三派に分かれた。三派は主導権をめぐって争い、うち二条派と京極派は次々と勅撰集を編纂し京都の中央歌壇の覇権を競った。冷泉派は始祖と鎌倉幕府との関係から、関東において武士の間で栄えた。

### 近世

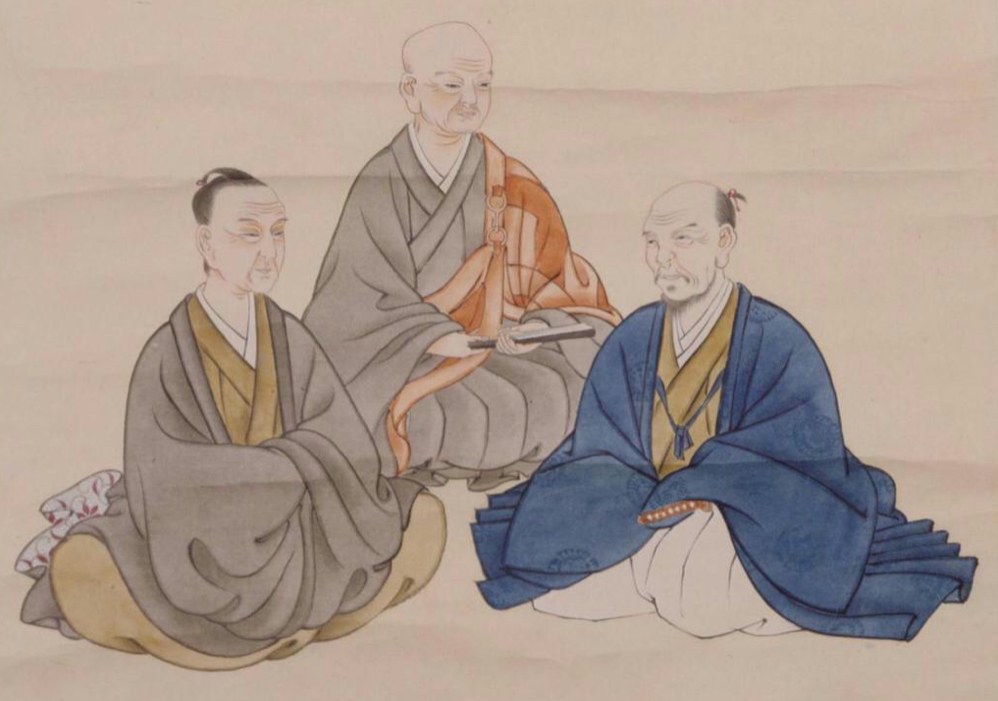
国学の三哲
左から本居宣長、契沖、賀茂真淵。

初期
伝統的な歌学が集大成され、多くの歌人が生まれたが、既に「歌道」として完成された芸術になっていたので、新しい歌風は生まれなかった。誕生まもない俳諧に比べて、上代からの伝統的日本文化である和歌の革新は抑制された。
中期
国学という古典研究の方法が勃興すると、国学者たちは古典を直接の典拠として歌論提唱と和歌実作を行ったほか、古今伝授等の歌道家の説を「根拠のないもの」として厳しく批判した。また、契沖が和書漢籍仏典を典拠として示しながら詳細な注釈を施した『万葉代匠記』を始めとして『万葉集』の研究が進み、万葉調の歌を詠む人が続出したのも、近世和歌の大きな特徴である。
賀茂真淵は古典研究の対象として『万葉集』を重視するのみならず、詠歌においても『万葉集』の歌風を規範とした。手本としたのは源実朝の歌で、門弟への指導の折にも示している。真淵は『万葉集』の歌風を「ますらをぶり」と呼び、『古今和歌集』の歌風を「たをやめぶり」と呼んだ。前者は男性的、後者は女性的という対比であるが、この比喩や見立ては各々の土地の地形や気候、風土といった自然環境、そこで行われた政治や文化が醸成した印象を表現している。なお真淵の歌風は、当初は荷田春満に学んで新古今調であったが、後に古今調となり、格調の高い万葉調となったのは晩年である。
真淵は多方面にわたって優秀な門人を輩出しており、その門流は「県居派」や「県門」等と称された。例えば楫取魚彦を筆頭に、荒木田久老や加藤美樹などは、真淵に倣って万葉調の歌を詠んでいる。一方で加藤千蔭や村田春海などは、「歌の根幹は〈調べ〉にある」とする真淵の教えを守りつつも、江戸の成熟した都市文化を背景に独自の歌風を開拓し、その門流は「江戸派」と称された。なお、加藤千蔭、加藤美樹、楫取魚彦、村田春海の4人は、真淵の数ある門下生の中で、俗に「県門の四天王」と呼ばれた。
本居宣長は真淵の古学思想に触発されながらも、『新古今和歌集』を尊重して新古今調の歌を詠んだ。
後期
京都から新しい和歌の動きが起こり、堂上の二条派の流れを酌む地下の香川家の末裔が始めた桂園派が登場した。彼らは擬古的な表現を忌避して現代主義的な歌を詠み、明治時代初期まで歌壇に重きをなした。
幕末
この時期には、良寛のほかに、大隈言道、平賀元義、橘曙覧など、中央の歌壇や流派などにはほとんど関わらず、個性的な歌を詠んだ歌人が出現した。時に稚拙とも思われる歌も詠まれる一方で、日常の「身近な事物」や「卑近な感情」など、身の丈にあったものの中に詩情を見出していく点に大きな特徴がある。

### 近代
明治時代初期の和歌は、堂上系や桂園派や国学者など江戸時代からの伝統的な文化人たちが担ってきたが、落合直文、与謝野鉄幹、佐佐木信綱などの和歌改革を志す人々によって、題詠による作歌や風雅な趣向が批判され、新時代に相応しい新しい歌風が生まれた。正岡子規は『歌よみに与ふる書』の中で「万葉調への回帰」と「写生による短歌」を提唱した。

## 修辞技法
- 枕詞
- 序詞
- 掛詞
- 縁語
- 本歌取り
- 歌枕